# Cecidostiba ilicina
Cecidostiba ilicina är en stekelart som beskrevs av Nieves Aldrey och Askew 1988. Cecidostiba ilicina ingår i släktet Cecidostiba och familjen puppglanssteklar.
Artens utbredningsområde är Spanien. Inga underarter finns listade.